# Jim Lambie

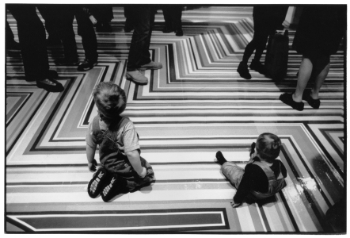
Kontextspezifische Bodeninstallation der Jim Lambie-Ausstellung im Transmission, Glasgow (1999)

Jim Lambie (* 1964 in Glasgow) ist ein zeitgenössischer schottischer Künstler, DJ und Musiker.

## Leben
Jim Lambie besuchte von 1990 bis 1994 die Glasgow School of Art. Der Künstler fühlt sich mit der Geschichte Glasgows, charakterisiert durch Industrialisierung oder den Utopien von William Morris und der Arts-and-Crafts-Bewegung verbunden.
Als Musiker war Jim Lambie unter anderem als Xylophonist der Glasgower Band The Boy Hairdresser tätig, die nach seinem Weggang zur Brit-Pop Band Teenage Fanclub wurde. 2005 wurde der Künstler für seine Installation Mental Oyster für den Turner Prize vorgeschlagen.

## Werk
Jim Lambie schuf Ende der 1990er seine ersten Zobop Bodeninstallationen mit vielfarbigen Vinyltapes: die in geometrischen Linien verlaufende Farbmasse greift vibrierend in den Raum ein, die Schwingungen übertragen sich pulsierend auf die Betrachter. Lambies Kunst beziehen sich auf die Atmosphäre von trendigen, glitzernden Clubs, den Orten, wo Musik im besten Fall direkt am Puls der Zeit entsteht. Die Zobop-Installationen rufen den 70er Glam Rock in die Ausstellungsräume, sie visualisieren den Beat der Musik und sind zugleich psychedelische Dancefloors, wo man sich dem Rausch der Musik hingeben kann.
In seinem Werk bezieht sich Jim Lambie vor allem auf das Universum der Popmusik: Diskotheken, Clubs, Nachtleben, Songtexte, legendäre Bands, Fankult oder auch der Beobachtung der ästhetischen Formen von Musik.
Auch nutzt der Künstler meist Alltagsgegenstände transformatorisch für seine Werke, so dass die, dem Alltag enthobenen Gegenstände, nun skulptural eine völlig neue Wahrnehmung schaffen.
Lambies Umgang mit Materialien ist unorthodox und zunächst wenig auf die traditionellen künstlerischen Materialien bezogen. Er arbeitet mit gefundenen Objekten von Flohmärkten oder Haushaltsgegenständen wie zum Beispiel T-Shirts, Vasen, Gürtel, Poster, Stühle, Spiegel oder Türen. Auch industrielle Materialien wie Beton, MDF- und Metallplatten, industrielle Lacke oder Sprühfarbe finden Einzug in sein Werk. In seinen Ausstellungen möchte er ein Raumkonzept ähnlich dem des Gesamtkunstwerkes schaffen.

## Ausstellungen
- Pier Art Centre, Stromness, Orkney, 2011
- Goss Michael Foundation, Dallas, 2011
- Charles Riva Collection, Brüssel, 2009
- Unknown Pleasures, Hara Museum of Contemporary Art, Tokyo, 2008
- Forever Changes, Gallery of Modern Art (GoMA), Glasgow, 2008
- RSVP: Jim Lambie, Museum of Fine Arts, Boston, 2008
- 8 Miles High, ACCA Melbourne, 2008
- Secret Affair, Inverleith House, Edinburgh, 2008
- Directions, Hirschhorn Museum, Smithsonian Museum, Washington 2006
- The Kinks, Turner Prize 2005, Tate Britain, London, 2005
- Thirteenth Floor Elevator, Dallas Museum of Art, Dallas, 2005
- Jim Lambie: Male Stripper, Museum of Modern Art, Oxford, 2003
- Voidoid, Transmission Gallery, Glasgow 1999
- ZOBOP, The Showroom Gallery, London, 1999

Seine Werke wurden zum Beispiel auf folgenden Gruppenausstellungen gezeigt:
- Vanishing points: paint and paintings from the Debra and Dennis Scholl collection, Bass Museum of Art, Miami Beach, 2011
- Compass, Martin-Gropius-Bau, Berlin, 2011
- Drawings Collection, MoMA, New York, 2009
- Color Chart, MoMA, New York, 2008 und Tate Liverpool, 2009
- Expérience de la Durée, Biennale d’art contemporain de Lyon, 2005
- ZENOMAP, Biennale di Venezia, 2003